# Laodike III
Laodike III, född 241, död 191 f.Kr., var en drottning i det seleukidiska riket. Hon var gift med Antiochos III den store.
Laodike var dotter till kung Mithridates II av Pontus och den seleukidiska prinsessan Laodike. Hon gifte sig med sin kusin Antiochos III strax efter hans trontillträde 222 f.Kr. och utropades av honom till drottning i Antiokia innan han gav sig ut på sin expedition mot Molon. Hon tjänstgjorde som regent under hans frånvaro.
Laodike blev gudaförklarad av Antiochos efter sin död.
Barn: 
1. Antiochos
2. Seleukos IV Filopator
3. dotter
4. Laodike IV
5. Kleopatra I Syra
6. Antiokis
7. Antiochos IV Epiphanes